# John Norris Bahcall
John Norris Bahcall (Shreveport, 30 de dezembro de 1934 — 17 de agosto de 2005) foi um astrofísico estadunidense.
É mais conhecido por sua contribuição ao problema do neutrino solar, desenvolvimento do telescópio espacial Hubble liderança e empenho no Instituto de Estudos Avançados de Princeton.

## Condecorações
- Prêmio de Astronomia Helen B. Warner (1970)
- Medalha Serviço Público Distinguido NASA (1992)
- Prêmio Dannie Heineman de Astrofísica (1994)
- Prêmio Hans Bethe (1998)
- Medalha Nacional de Ciências (1998)
- Henry Norris Russell Lectureship (1999)
- Prêmio Dan David (2003)
- Medalha de Ouro da Royal Astronomical Society (2003)
- Prêmio Enrico Fermi (2003)
- Medalha Benjamin Franklin (2003)
- Academy of Achievement, Golden Plate Award (2004)

## Citações
- "I know all about neutrinos, and my friend here knows about everything else in astrophysics". --- Bahcall's standard phrase on introducing himself and a colleague to a new acquaintance
- "I feel like dancing I'm so happy". --- when asked by a New York Times reporter how he felt about his theory being vindicated[1]

## Obituários
- Obituary (Nature, 1 September 2005) (PDF)
- Obituary (Washington Post, August 20, 2005)
- Obituary (New York Times, August 19, 2005) (Microsoft Word,
- Obituary (The Times, 1 September 2005)